# Войсковой товарищ
Войсковые товарищи — привилегированная часть казачества в Гетманщине во второй половине XVII и в XVIII веках, представители которой по социальному статусу приближались к полковому старшине и оказывали значительное влияние на военные и государственные дела.

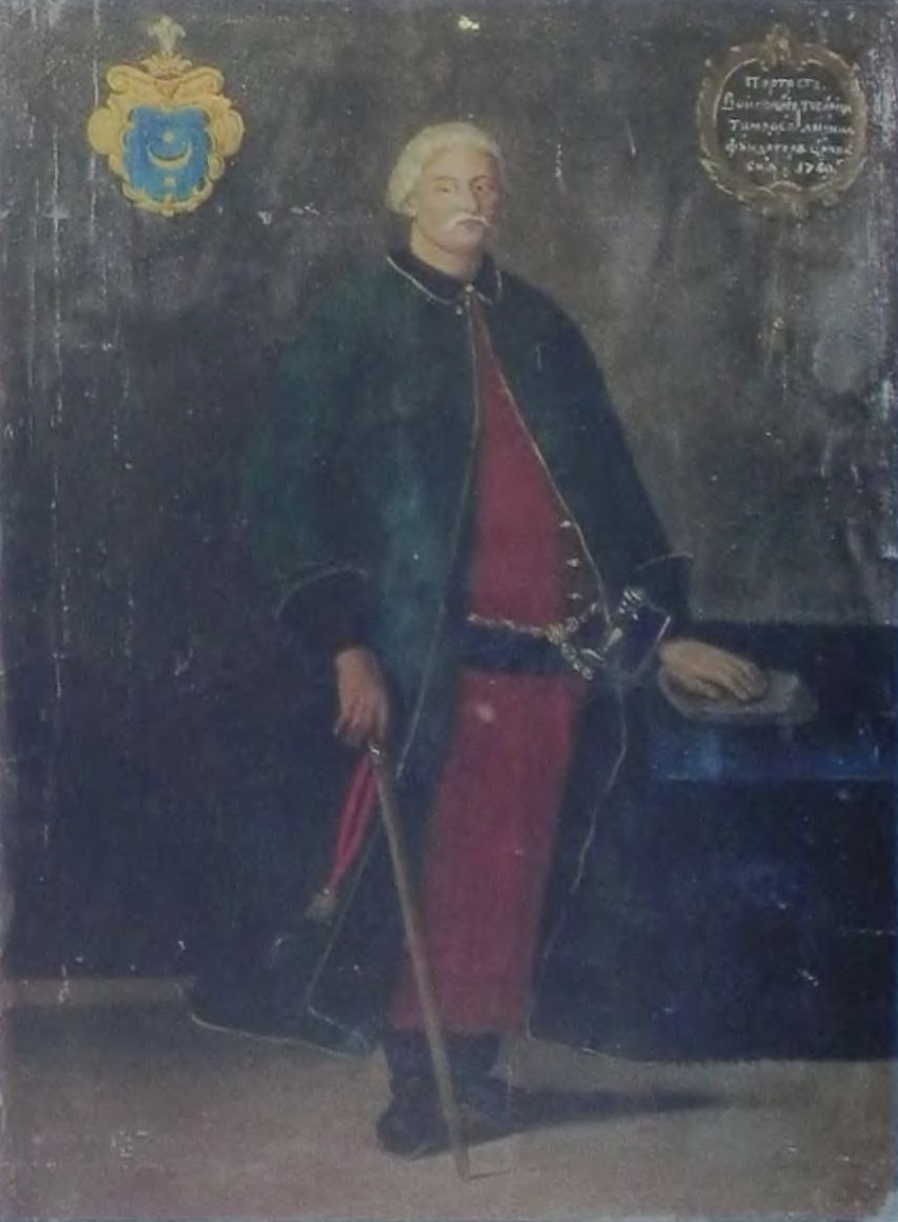
Портрет войскового товарища Тимофея Лишни. 1749 г.

Этим званием, по указу гетмана, награждались обыкновенно казаки, проявившие особую храбрость и распорядительность в боях и походах пред лицом войска. Следует отметить, что данное звание, несмотря на наличие личных заслуг в его получении, по некоторым данным, ставилось ниже звания бунчукового товарища, получаемого обыкновенно отпрысками казачьей старшины по своему происхождению. Гетман, однако, по своему усмотрению, награждал войсковых товарищей и званием бунчукового товарища.
Войсковой товарищ исполнял разные военные и гражданские должности, командовал сотней в отсутствие сотника. Поскольку подвиги войсковых товарищей происходили на глазах у других казаков, а товарищи их всегда умели оценить геройство и распорядительность, именно войсковые товарищи обыкновенно избирались командирами, атаманами и мужами совета в Сичи и Гетманщине. Они же служили примером и идеалом для каждого молодого казака-воина. Для последних войсковые товарищи на протяжении трёх—пяти лет служили наставниками в походах и сражениях.
На практике получение звания войскового товарища равнялось первому офицерскому чину в кавалерии регулярного войска — корнету.
По другим данным, войсковыми товарищами назывались отставные генеральные старшины и полковники, бравшие в публичных собраниях первенство не только над бунчуковыми товарищами, но и даже над настоящими генеральными старшинами и полковниками.